# Musée Goulandris d'histoire naturelle
Pour les articles homonymes, voir Musée Goulandris.

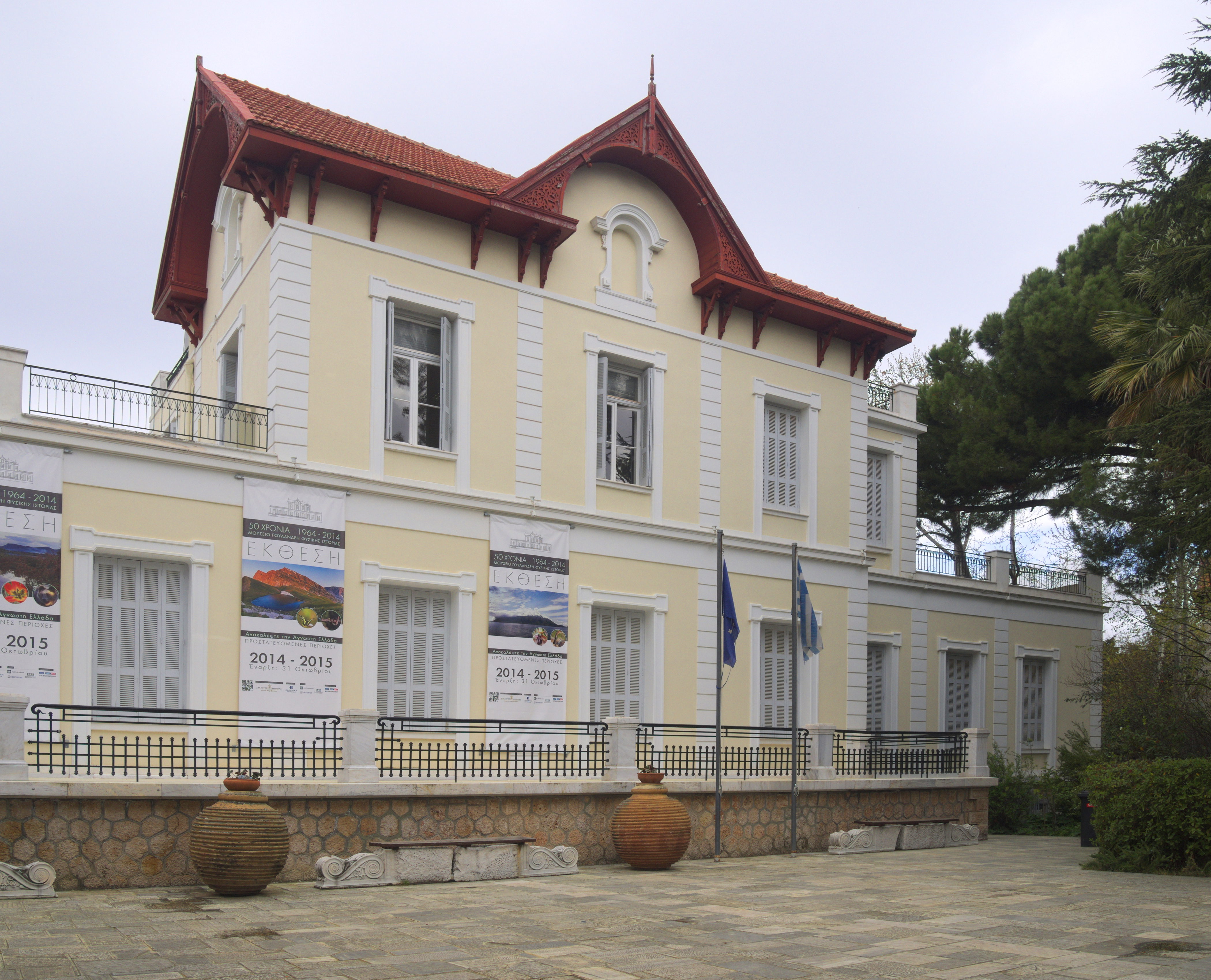
Le musée Goulandris d'histoire naturelle, à Athènes.

Le musée Goulandris d'histoire naturelle (en grec moderne : Μουσείο Γουλανδρή Φυσικής Ιστορίας) est un musée d'histoire naturelle situé au numéro 13 de la rue Levidou, dans la municipalité du Céphise (Kephissia, en grec Κηφισιά), à Athènes.

## Histoire

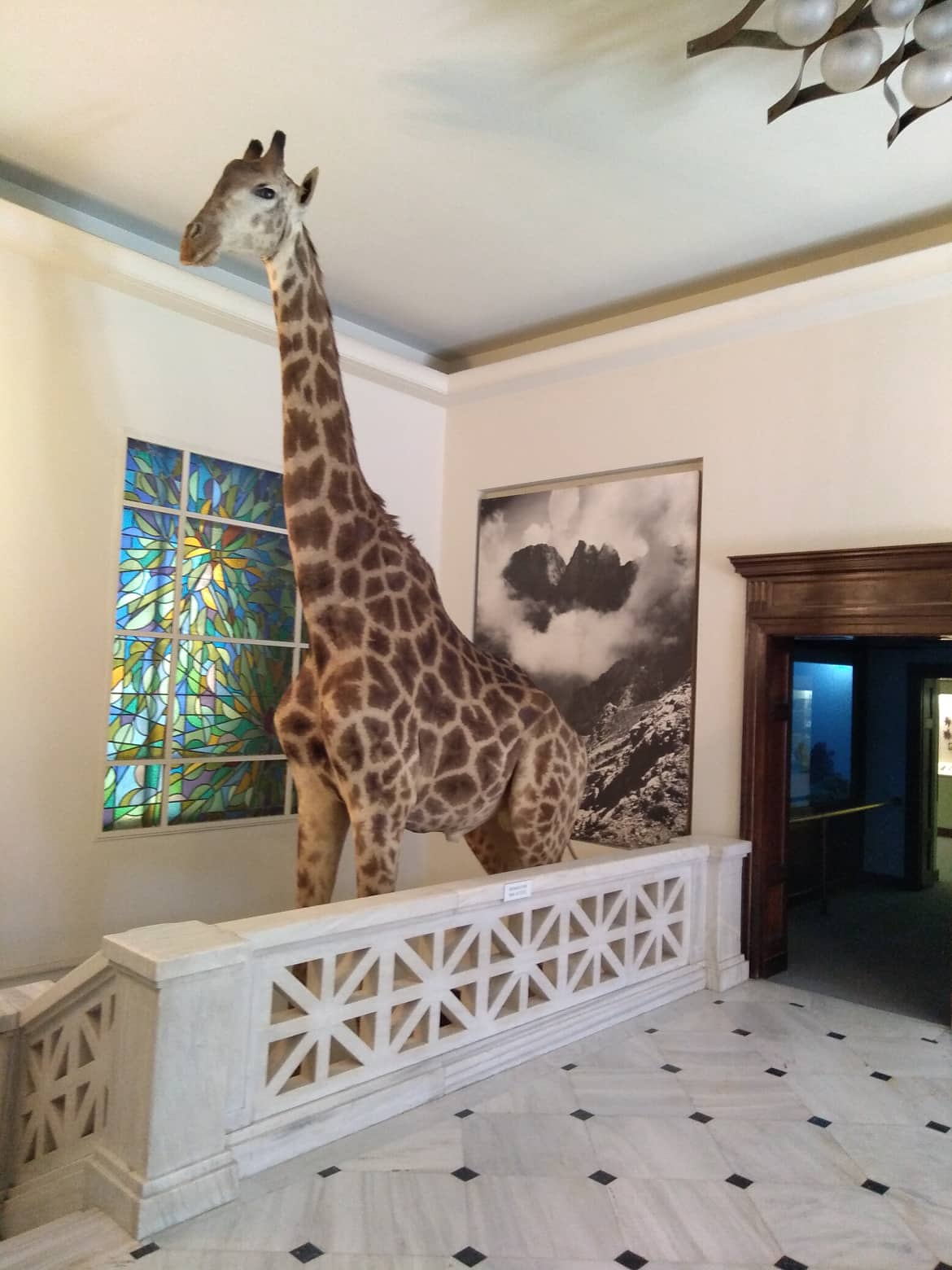
La girafe du Muséum Goulandris

Fondé en 1965, le musée Goulandris d'histoire naturelle doit son nom à ses mécènes, les descendants de Ioannis Goulandris, un richissime armateur originaire de l'île d'Andros, qui ont également financé le musée d'Art cycladique d'Athènes, et bien d'autres projets à travers la fondation familiale.

## Fonctions
Comme la plupart des musées d'histoire naturelle, le musée Goulandris a une triple fonction de conservation de collections, de recherche et de diffusion de la culture scientifique :
- Recherches sur la biodiversité, la géologie, la pédologie, l'agriculture, les eaux et forêts de Grèce, et identification des roches, minéraux, fossiles et espèces ;
- Constitution de banques de données ;
- Publication d'articles dans les annales du Musée ;
- Études d'impact et expertises environnementales ;
- Création d'expositions temporaires et leur diffusion en Grèce.

## Collections

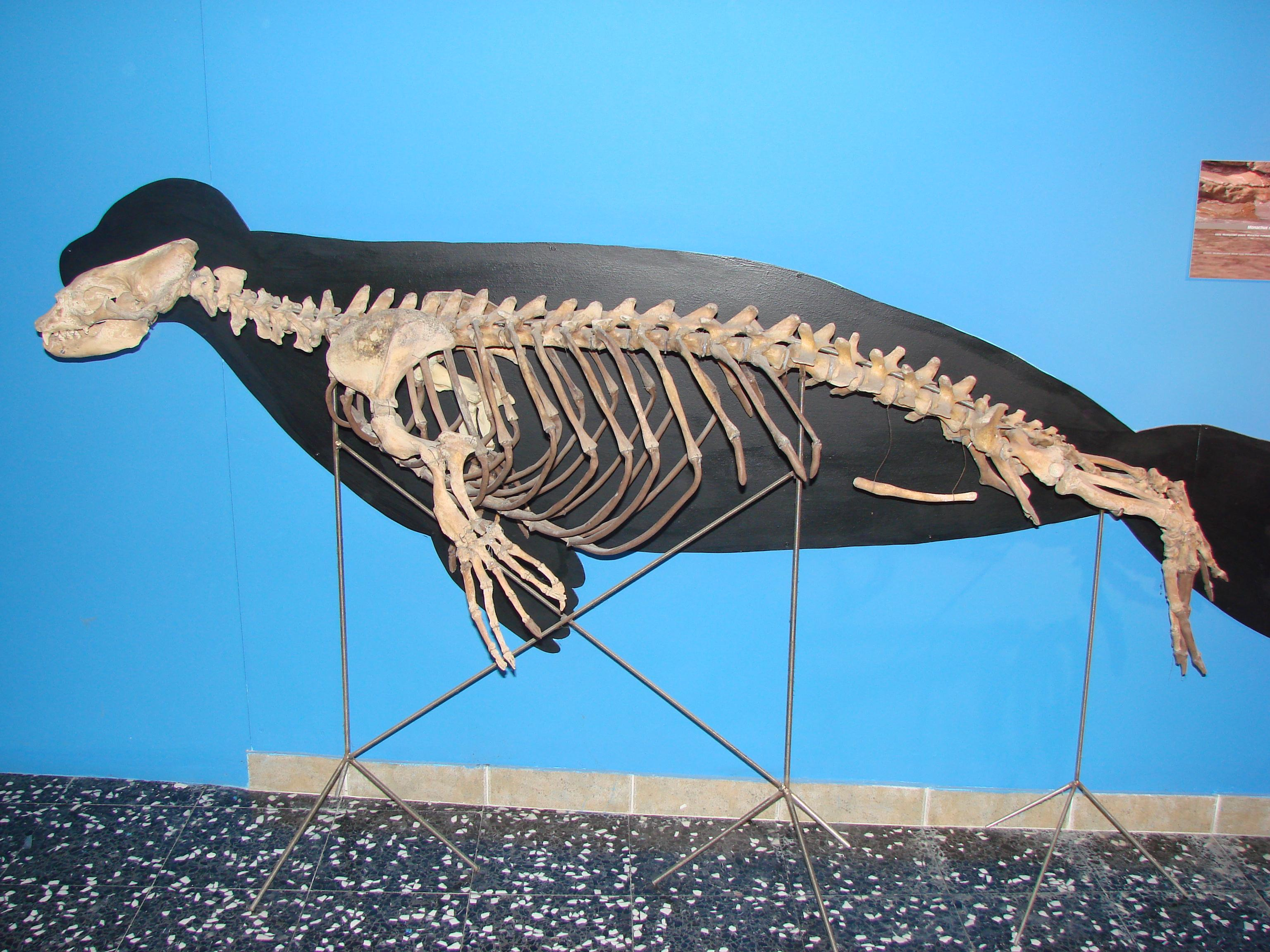
Squelette de phoque moine de Méditerranée provenant du parc national marin d'Alonissos, en mer Égée.

Le musée Goulandris a plusieurs centaines de milliers de spécimens dans ses collections, servant de référence à ses recherches. Le programme « Documentation, numérisation et promotion des Collections » a déjà numérisé 87 000 spécimens de Botanique, Biologie marine, Géologie, Paléontologie et Zoologie, désormais accessibles sur les banques de données de l'établissement. Le musée Goulandris conserve notamment l'herbier de Constantin Goulimis, un botaniste amateur, auteur d'une monumentale « Flore sauvage de Grèce ».

## Éducation
La diffusion de la culture scientifique auprès du grand public, des enseignants et des scolaires fait l'objet de programmes spécifiques :
- familiarisation avec les milieux naturels,
- prise de conscience de l'interdépendance nature/humanité (démarche géonomique)
- changement de pratiques et des modes d'exploitation des ressources naturelles
- mobilisation éco-citoyenne pour la préservation des richesses naturelles et contre la pollution.

Le programme « Éducation à l'environnement et au développement durable » du Musée a consisté, depuis l'année scolaire 2006-2007, à former les enseignants en vue de favoriser la diffusion de la culture scientifique tant directement dans les établissements scolaires, qu'auprès des groupes scolaires visitant le Musée.